# Advanta Championships Philadelphia 1994
L'Advanta Championships of Philadelphia 1994 è stato un torneo femminile di tennis giocato sul sintetico indoor. 
È stata la 12ª edizione del torneo, che fa parte della categoria Tier I nell'ambito del WTA Tour 1994.
Si è giocato al Philadelphia Civic Center di Philadelphia, negli USA dal 7 al 13 novembre 1994.

## Campionesse

### Singolare
Anke Huber ha battuto in finale  Mary Pierce con il punteggio di 6–0, 6–7, 7–5

### Doppio
Gigi Fernández /  Nataša Zvereva hanno battuto in finale  Gabriela Sabatini /  Brenda Schultz McCarthy con il punteggio di 4–6, 6–4, 6–2